# پرچم اتیوپی
پرچم اتیوپی (به امهری: የኢትዮጵያ ሰንደቅ ዐላማ) پرچم ملی اتیوپی است. این شامل یک سه رنگ سبز، زرد و قرمز با نشان ملی، یک ستاره پنج‌پر طلایی بر روی یک دیسک آبی است که در مرکز قرار گرفته است. در حالی که ترکیب رنگ‌های سبز، زرد و قرمز حداقل از اوایل سدهٔ هفدهم اهمیت نمادینی داشت، سه رنگ مدرن برای نخستین بار در ۱۱ اکتبر ۱۸۹۷ توسط منلیک دوم و پرچم کنونی در ۳۱ اکتبر ۱۹۹۶ پذیرفته شد.

## پرچم‌های تاریخی